# Тріасовий період
| Тріасовий період                                              |                                                           |
| Хронологія                                                    | 252.2–201.3 млн років тому                                |
| Середня концентрація кисню (O2) впродовж періоду              | бл. 16 % (80 % від сучасного рівня)                       |
| Середня концентрація вуглекислого газу (CO2) впродовж періоду | бл. 1750 ppm (у 6 разів більше доіндустріального періоду) |
| Середня температура поверхні впродовж періоду                 | бл. 17 °C (на 3 °C вище сучасного рівня)                  |

Тріа́совий пері́од, система, тріас — перший геологічний період мезозо́йської ери. Настав 251,0±0,4 мільйонів років тому і закінчився 199,6±0,6 мільйонів років тому. Тривав, таким чином, близько 52 мільйонів років.

## Геологічні процеси
На початку тріасового періоду існували материки Гондвана і Лавразія, їх розділяв океан Тетіс. Внаслідок герцинської складчастості утворилися великі гірські системи. У середині та наприкінці тріасового періоду відбулися великі трансгресії.
Тріасовий період характеризується значним скороченням загальної площі платформових морів. Величезні континенти того часу перетиналися високими хребтами молодих гір. На рівнинах в умовах жаркого або мінливо вологого клімату утворювались великі площі пустель і напівпустель або низовини, вкриті болотами та лісами. Про це свідчать потужні товщі континентальних червоних або строкатоколірних порід та темноколірних гумідних порід (місцями вугленосних), якими представлені тріасові відклади на багатьох ділянках земної кулі і, зокрема, на території України, вся площа якої, за винятком Криму та Карпат, являла собою суходіл.
Відклади тріасового періоду поширені в Карпатах, Криму, Дніпровсько-Донецькій западині та на Донщині. З ними пов'язані поклади вугілля, бокситів, бентонітових глин, будівельних матеріалів.

## Розвиток живих організмів
У тріасовому періоді надзвичайно розвинулися рептилії, не лише сухопутні, але й пристосовані до життя у воді (іхтіозаври, нотозаври, плакодонти) та в повітрі (птерозаври). Вперше з'явилися динозаври, черепахи, крокодили та ссавці. Звірозубі почали поступово вимирати, вже з'явилися їхні нащадки — перші ссавці (аж до загибелі динозаврів вони будуть лишатися дрібними непомітними істотами).
Це була епоха архозаврів, спочатку вони вели водний спосіб життя, як сучасні крокодили. З часом їхні задні кінцівки видовжилися. Це дало їм змогу перебратися на суходіл, де вони стали пересуватися на задніх ногах (масивний хвіст слугував опорою). Від них виникли перші двоногі динозаври.
В тріасовому періоді з'явилися також лесотозаври, герреразаври, масоспондили, анхізаври, гетеродонтозаври. Прозавроподи — платеозаври, мусзаври.
Серед тріасової флори ще зрідка траплялися каламіти, насінні папороті й кордаїти. Переважали справжні папороті, гінкгові, бенетитові, саговникові, хвойні. Саговникові існують і досі, таким чином, це дуже давня група рослин. За своїм зовнішнім виглядом саговникові займають проміжне місце між пальмами і папоротями. Стовбур саговникових досить товстий, колоноподібний. Крона складається з жорстких пірчастих листків, розміщених віночком. Розмножуються рослини за допомогою макро-і мікроспор.
Папороті тріасу були прибережними трав'янистими рослинами, мали широкі розсічені «листки» із сітчастим жилкуванням. З хвойних рослин добре вивчена вольтція. Вона мала густу крону і шишки, як у ялини.
Гінкгові були досить високими деревами, їх листки утворювали густі крони.
Особливе місце серед тріасових голонасінних займали бенетити — дерева з кільчастими великими складними листками, що нагадують листки саговників. Органи розмноження бенетитів займають проміжне місце між шишками саговників і квітками деяких квіткових рослин, зокрема магнолієвих. Отже, мабуть, саме бенетитів слід вважати предками квіткових рослин.